# 11-та зенітна дивізія (Третій Рейх)
11-та зенітна дивізія (Третій Рейх) (нім. 11. FlaK-Division) — зенітна дивізія Вермахту, що діяла протягом Другої світової війни у складі Повітряних сил Третього Рейху.

## Історія
11-та зенітна дивізія веде свою історію від сформованого на території окупованої частини Північної Франції 1 лютого 1941 року 11-го Командування протиповітряної оборони під командуванням генерал-майора Гельмута Ріхтера з штаб-квартирою в Бордо. 1 вересня 1941 року 11-те Командування ППО було перейменовано на 11-ту зенітну дивізію. Дивізія здійснювала керівництво протиповітряними силами на заході окупованої Франції. Протягом перших кількох місяців вже неможливо визначити, у підпорядкуванні яких структур і в якій оперативній зони перебували частини дивізії. Лише після переміщення штабу дивізії із зупинкою в Марселі до Авіньйона 15 квітня 1943 року стало відомо про першу чітку структуру 11-ї зенітної дивізії. На той час з'єднання складалося з 69-го і 89-го зенітного полку в Марселі та 653-го зенітного полку в Нарбонні. 1 листопада 1943 року дивізію очолив генерал-лейтенант Еріх Кресман.
9 січня 1944 р. штаб дивізії без підпорядкованих полків був знятий з попереднього поля завдань і переданий повітряному округу Бельгія — Північна Франція. Там на її основі був сформований III. зенітний корпус.
8 вересня 1944 року 11-ту зенітну дивізію сформували вдруге. Новий штаб дивізії створив оберст, а пізніше генерал-майор Оскар Кремер. Основним завданням дивізії було керівництво протиповітряними силами в зоні командування Люфтгау VIII у районі промислової зони Верхньої Сілезії та фортеці Бреслау. Дивізія мала наступні полки:
- 54-й зенітний полк;
- 106-й зенітний полк;
- 107-й зенітний полк;
- 150-й зенітний полк;
- 84-й зенітний прожекторний полк.

Незадовго до початку наступу радянських військ у січні 1945 року 11-та зенітна дивізія мала 142 важкі батареї та 16 середніх і легких зенітних батарей. Було також 4 роти димових завіс.
Вже 17 січня 1945 року всі рухомі зенітні гармати дивізії перекинули на фронт для використання їх у протитанковій обороні в наземному бою. Стаціонарні зенітні установки воювали до 28 січня 1945 року, а потім були підірвані. 26 січня 1945 року 11-та зенітна дивізія була тактично підпорядкована 10-й зенітній дивізії, оскільки остання вже була випробувана в наземних боях, але вже втратила до кінця більшу частину зенітних гармат під час битви на Одерському фронті. 

## Райони бойових дій
- Франція (вересень 1941 — лютий 1944);
- Німеччина (вересень 1944 — травень 1945).

## Командування

### Командири
- генерал-лейтенант Гельмут Ріхтер (1 вересня 1941 — 31 жовтня 1943);
- генерал-лейтенант Еріх Крессманн (1 листопада 1943 — 22 лютого 1944);
- генерал-майор Оскар Кремер (нім. Oskar Krämer) (вересень 1944 — 8 травня 1945).

### Підпорядкованість
| Час              | Корпус       | Командування/Флот         | Штаб             |
| ---------------- | ------------ | ------------------------- | ---------------- |
| 1941             |              |                           |                  |
| 1 лютого         |              | Люфтгау «Західна Франція» | Західна Франція  |
| 1942             |              |                           |                  |
| 1 січня          |              | Люфтгау «Західна Франція» | Західна Франція  |
| листопад         |              | Люфтгау «Західна Франція» | Південна Франція |
| 1943             |              |                           |                  |
| 1 січня          |              | Люфтгау «Західна Франція» | Південна Франція |
| 1944             |              |                           |                  |
| 1 січня          |              | Люфтгау «Західна Франція» | Південна Франція |
| Друге формування |              |                           |                  |
| 1944             |              |                           |                  |
| 8 вересня        |              | Люфтгау VIII              | Сілезія          |
| 1945             |              |                           |                  |
| 1 січня          |              | Люфтгау VIII              | Сілезія          |
| 23 січня         |              | 6-й повітряний флот       | Сілезія          |
| 12 лютого        | I корпус ППО | 6-й повітряний флот       | Сілезія          |